# Jeffrey Archer
Jeffrey Howard Archer, Barone Archer di Weston-super-Mare (Londra, 15 aprile 1940), è un ex politico e scrittore inglese.

## Biografia
Jeffrey Howard Archer è nato nella città di Londra, al London Maternity Hospital. Quando aveva due settimane lui e la sua famiglia si trasferirono a Weston-super-Mare, Somerset, dove ha trascorso la maggior parte della sua vita da giovane. Suo padre, William, aveva sessantaquattro anni quando suo figlio venne al mondo. Morì quando Archer aveva quindici anni.
Nel 1951 Archer ha vinto una borsa di studio alla Wellington School, nel Somerset (da non confondere con la scuola pubblica di Wellington College). In quel periodo la madre Lola, scrisse spesso circa le avventure di suo figlio nella stampa locale; questo ha reso il figlio sia celebre che vittima di bullismo alla Scuola Wellington. Archer lasciò la scuola dopo il diploma in letteratura inglese, arte e storia. Ha lavorato in un buon numero di posti di lavoro, compresa la formazione con l'esercito e per la polizia. Come insegnante era amato dagli studenti e fu segnalato per le sue notevoli capacità motivazionali.
Con i suoi romanzi ha venduto 330 milioni di copie. Fu un membro del Parlamento europeo e brevemente vice presidente del Partito Conservatore inglese al tempo di Margaret Thatcher. Nel 1992 venne nominato pari del Regno alla Camera dei Lords. Nel 1999 si candidò alla carica di sindaco di Londra per i Tories, ritirandosi anticipatamente quando venne a galla una vecchia storia degli anni Ottanta, e il partito lo scaricò.
La sua carriera politica, dopo aver subito varie controversie, si è conclusa dopo una condanna per falsa testimonianza e la sua successiva detenzione in carcere. È sposato con Mary Weeden Archer, una scienziata specializzata in energia solare.
Al di fuori della politica, Archer è un autore prolifico: romanziere, drammaturgo e scrittore di storie brevi. I suoi successi maggiori sono Non un soldo di più non un soldo di meno, Quarto potere, Figli del destino e L'undicesimo comandamento.
La serie di 7 romanzi dei Clifton è incentrata sulla storia di due famiglie nell'arco di un secolo.
Archer ha citato in giudizio i suoi ex agenti letterari della Curtis Brown, per 500.000 sterline di royalties non pagate.

## Opere

### Serie di Caino e Abele
- Caino e Abele (Kane and Abel, 1979), trad. A. Micchettoni, Milano, Sperling & Kupfer, 1981; nuova edizione: Kane e Abel. La miglior vendetta, trad. di Seba Pezzani, Milano, HarperCollins, 2021
- La figlia di Abele (The Prodigal Daughter, 1982), trad. E. Bona, Milano, Sperling & Kupfer, 1984; nuova edizione: Kane e Abel. Volere è potere, trad. di Seba Pezzani, Milano, HarperCollins, 2022
- Non fu mai gloria (Shall We Tell the President?, ed. riveduta, 2011) trad. di Pezzani Seba, Milano, HarperCollins, 2023

### Saga dei Clifton
- Solo il tempo lo dirà (Only Time Will Tell, 2011), traduzione di Seba Pezzani, Milano, HarperCollins, 2018, ISBN 9788869053559.
- I peccati del padre (The Sins of the Father, 2012), traduzione di Seba Pezzani, Milano, HarperCollins, 2018, ISBN 9788869057533.
- Un segreto ben custodito (Best Kept Secret, 2013), traduzione di Seba Pezzani, Milano, HarperCollins, 2019, ISBN 9788869055904.
- Attento a quel che desideri (Be Careful What You Wish For,2014), traduzione di Seba Pezzani, Milano, Harper Collins, 2019, ISBN 9788869055249.
- Più della spada (Mightier Than the Sword, 2015), traduzione di Seba Pezzani, Milano, Harper Collins, 2020, ISBN 9788869055430.
- Quando sarà il momento (Cometh The Hour,2016), traduzione di Seba Pezzani, Milano, Harper Collins, 2020, ISBN 9788869056291.
- Questo fu un uomo (This Was a Man,2016), traduzione di Seba Pezzani, Milano, Harper Collins, 2020, ISBN 9788869056307.

### William Warwick Series
- Chi nulla rischia (Nothing ventured, 2019), traduzione di Seba Pezzani, Harper Collins, 2021.
- Nascosto in bella vista (Hidden in plain sight, 2019), Harper Collins, 2022
- Occhio non vede (Turn A Blind Eye, 2021), Harper Collins, 2023
- Nemmeno sul mio cadavere (Over My Dead Body, 2021), Harper Collins, 2024

### Prison Diaries (non-fiction)
- Hell - Belmarsh, 2002
- Purgatory - Wayland, 2003
- Heaven - North Sea Camp, 2004

### Altri romanzi
- Non un soldo di più, non un soldo di meno (Not A Penny More, Not A Penny Less, 1976), trad. E. Bona, Milano, Sperling & Kupfer, 1982, ISBN 978-88-200-0223-7.
- Sette giorni per il presidente (Shall We Tell the President, 1976), Milano, Sperling & Kupfer, 1977
- Primo fra tutti (First Among Equals, 1984), trad. E. Bona, Milano, Sperling & Kupfer, 1986
- L'icona (A Matter of Honour, 1986), Milano, Sperling & Kupfer, 1988
- Sulle ali di un sogno (As the Crow Flies, 1991), trad. L. Pignatti, Milano, Sperling & Kupfer, 1992
- L'onore dei ladri (Honour Among Thieves, 1993), trad. G. Reggio, Milano, Sperling & Kupfer, 1996
- Quarto potere (The Fourth Estate, 1996), trad. M. Magrini, Milano, Sperling & Kupfer, 1998
- L'undicesimo comandamento (The Eleventh Commandment, 1998), trad. M. Deppisch, Milano, Sperling & Kupfer, 2003, ISBN 88-8274-475-2
- Figli del destino (Sons of Fortune, 2003), Roma, Newton Compton, 2003, ISBN 978-88-8289-929-5
- False Impression (2005)
- con Francis J. Moloney, Il Vangelo secondo Giuda, di Beniamino Iscariota (The Gospel According to Judas by Benjamin Iscariot), trad. Anna Maria Biavasco e Valentina Guani, Milano, Mondadori, 2007, ISBN 978-88-04-56961-9.
- A Prisoner of Birth (2008)
- Paths of Glory (2009)
- Heads You Win, 2018

### Racconti e Raccolte
- A Quiver Full of Arrow, con Old Love, 1980
- A Twist in the Tale, 1988
- Twelve Red Herrings, 1994
- The Collected Stort Stories, 1997
- To Cut a Long Story Short, 2000
- Cat O'Nine Tales, 2006
- And Thereby Hangs a Tale, 2010
- The New Collected Short Stories, 2011
- Tell Tale, 2017
- Four Warned
- Fool, Knaves, and Heroes: Great Political Short Stories Editor, [solo Introduzione]

### Teatro
- Beyond Reasonable Doubt, 1987
- Exclusive, 1989
- The Accused, 2000

### Per bambini
- The First Miracle, 1980
- By Royal Appointment, 1980
- Willy Visits the Square World, 1980
- Willy and the Killer Kipper, 1981